# Peregrine White
Peregrine White (né le 20 novembre 1620 au port de Provincetown - mort le 20 juillet 1704) est le premier enfant né parmi les Pères pèlerins au Nouveau Monde.

## Biographie
Peregrine White, fils de William et Susanna White, est né avant que les passagers du Mayflower ne décident où établir leur petite colonie. Il a un frère aîné âgé alors de cinq ans, prénommé Resolved. Son père meurt peu après leur arrivée en Amérique, et sa mère épousera plus tard Edward Winslow dans le premier mariage célébré par les pèlerins. Winslow adopte Peregrine et en fait son héritier.
Le nom de White apparaît fréquemment dans les documents des colons ; il est membre important de la communauté en tant que premier enfant né au Nouveau Monde. Il devient plus tard citoyen de la colonie de Marshfield, dans le Massachusetts, et tient des fonctions mineures, civiles et militaires. Il meurt en 1704 à l'âge de 83 ans.

## Source de traduction
- (en) Cet article est partiellement ou en totalité issu de l’article de Wikipédia en anglais intitulé « Peregrine White » (voir la liste des auteurs).